# Btb Verlag

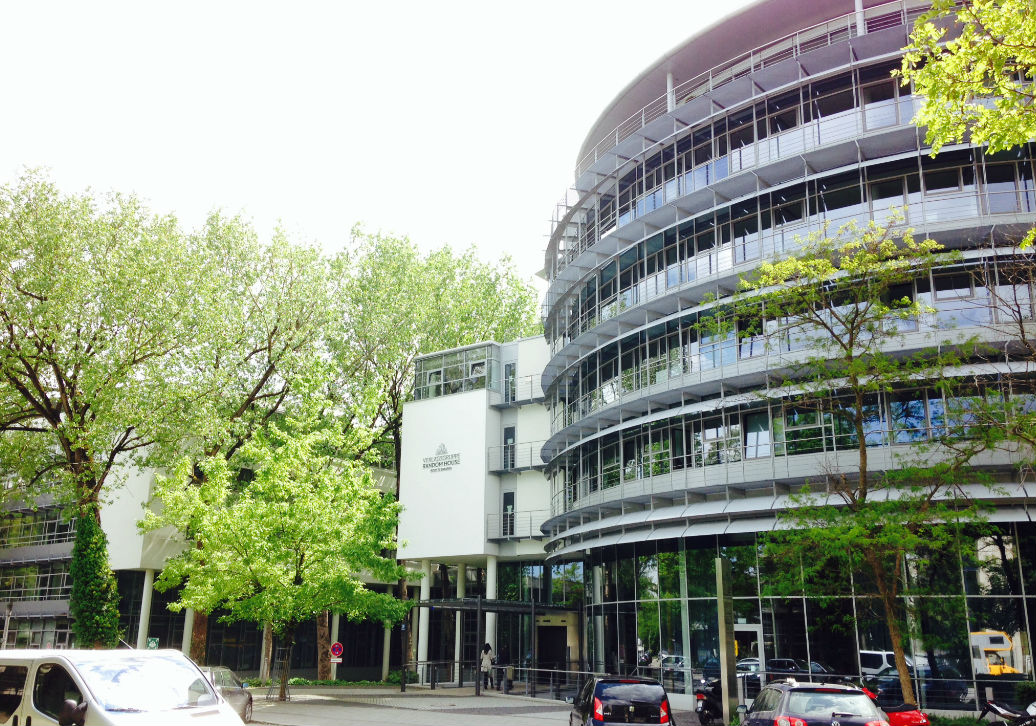
Sitz des btb Verlags in der Penguin-Random-House-Verlagsgruppe-Zentrale in München-Berg am Laim

Der btb Verlag wurde 1996 in München als Taschenbuch-Verlag gegründet und gehört zur Penguin Random House Verlagsgruppe, die Teil des Bertelsmann-Konzerns ist.

## Geschichte
Das Verlagshaus Bertelsmann gründete 1996 den btb-Verlag als Ergänzung zum verlagsinternen Goldmann Verlag, um im Segment  der anspruchsvolleren Literatur auf dem Taschenbuchmarkt tätig zu sein. Mit Klaus Eck als Verlagsleiter (bis 2014) und Georg Reuchlein als Programmchef (bis 2018) übernahmen auch Personen aus dem Goldmann-Verlag die Verantwortung. Begleitet wurde die Verlagsgründung von einer großen Marketingaktion durch Volker Neumann, dem damaligen Marketingleiter von Bertelsmann. So erhielten unter anderem Buchhändler Geschenkmappen mit Leseexemplaren sowie Werbematerialien mit dem Verlagslogo – einem Markuslöwen. Die mit diesem Konzept geplanten 10 Millionen Mark Umsatz nach dem ersten Jahr, konnten dabei mehr als erfüllt werden.
Auch nach dem Wechsel auf der Marketingposition bei Bertelsmann zu Claudia Reitter im Jahr 2002, gab es verschiedene Aktivitäten im Marketing, wie Werbeanzeigen im Print- und Online-Bereich, Buswerbung, Reisegewinnspiele (in Zusammenarbeit mit TUI) und andere Leseraktionen. Anfangs veröffentlichte btb im Monat 9 Taschenbuchtitel, derzeit sind es pro Jahr etwa 140. Seit 1997 ergänzt man das Taschenbuch- mit einem Hardcoverprogramm von etwa 15 Buchtiteln im Jahr.
Btb-Verlagsleiterin ist die ebenfalls den Luchterhand Literaturverlag leitende Regina Kammerer und Programmleiter seit 2022 Markus Naegele.

## Programm
Mit dem Ziel, anspruchsvolle Sachbücher und Belletristik im Taschenbuchformat für ein breites Publikum zu veröffentlichen, startete der Verlag mit Veröffentlichungen bekannter Autoren wie Stefan Heym, Doris Lessing, Margaret Atwood, Walter Kempowski, Luciano De Crescenzo, Michail Gorbatschow oder Frank McCourt. Dabei bediente man sich häufig bei Lizenzen anderer Verlage der Bertelsmanngruppe, wie dem C. Bertelsmann Verlag, Knaus oder Siedler. Später kamen auch Autoren wie Hanns-Josef Ortheil, Haruki Murakami, Irvin D. Yalom sowie Juli Zeh hinzu, wobei die Werke von Zeh auch schon bei btb als Taschenbuch erschienen, bevor die Autorin 2014 zur Random House Verlagsgruppe wechselte. Recht bald nahm man in das Verlagsprogramm auch anspruchsvolle Kriminalromane wie von Ulrich Ritzel oder Robert Hültner auf. Auch skandinavische Literatur gehörte kurz nach der Gründung zum Schwerpunkt des Verlages, unter anderem mit Werken von Helene Tursten, Mikael Niemi, Åsa Larsson und Håkan Nesser. Letzterer gilt als erfolgreichster Autor des Verlages und konnte sich mit Hardcover- und Taschenbuchausgaben in den Top-10 der Bestsellerlisten platzieren. Den ersten Nr. 1 Bestseller im Taschenbuch erreichte btb im Jahr 2006 mit Pascal Mercier ’s „Nachtzug nach Lissabon“, was man mit „Der Hundertjährige, der aus dem Fenster stieg und verschwand“ von Jonas Jonasson im Jahr 2013 wiederholen konnte. Im Hardcover-Bereich wurde „Die Geschichte der Bienen“ von Maja Lunde im Jahr 2017 der erste Nr. 1 Titel auf der Bestsellerliste.